# Kasijope
Kasijope (lat. Cassiope), biljni rod vazdazelenih grmova smješten u vlastitu potporodicu Cassiopoideae dio porodice vrjesovki. Postoji desetak priznatih vrsta raširenih po Sjevernoj Americi, Skandinaviji, Sibiru i jugoistočnoj Aziji. Tipična je subarktička vrsta Cassiope tetragona, opisana prvi puta kao Andromeda tetragona L.

## Opis
Polugrmovi, prisutne višestanične dlake; kora glatka ili izbrazdana, nije ljuskasta. Stabljike su uspravne ili polegle. Listovi postojani, nasuprotni; peteljke nema; oštrica iglasta (erikoidna), abaksijalni žlijeb prisutan ili ne. Cvatovi aksilarni, pojedinačni cvjetovi; perule odsutne; (brakteole kraće od čašičnih listića). Cvjetovi viseći; čašični listovi (4-)5; latice (4-)5, spojene, vjenčić listopadan, zvonast ili valjkast, režnjevi mnogo kraći od cijevi; odsutan intrastaminalni nektarni disk; prašnici (8-)10; prašnici se otvaraju terminalnim, prorezima sličnim porama; jajnik (4-)5-lokularni; placentacijski aksil; stil ravan. Plodovi kapsularni, dehiscencija lokulicidna. Sjemenki 1-10, različite, elipsoidne do jajolike, nekrilate.

## Distribucija
Sjeverna Amerika, Europa, Azija, arktička i umjereno hladna područja, posebno alpska područja.

## Vrste
Priznato je 16 vrsta, plus jedna notovrsta (hibrid).
1. Cassiope abbreviata Hand.-Mazz.
2. Cassiope × anadyrensis Jurtzev
3. Cassiope argyrotricha T.Z.Hsu
4. Cassiope ericoides (Pall.) D.Don
5. Cassiope fastigiata (Wall.) D.Don
6. Cassiope fujianensis L.K.Ling & G.Hoo
7. Cassiope lycopodioides (Pall.) D.Don
8. Cassiope membranifolia R.C.Fang
9. Cassiope mertensiana (Bong.) G.Don
10. Cassiope myosuroides W.W.Sm.
11. Cassiope nana T.Z.Hsu
12. Cassiope palpebrata W.W.Sm.
13. Cassiope pectinata Stapf
14. Cassiope redowskii (Cham. & Schltdl.) G.Don
15. Cassiope selaginoides Hook.f. & Thomson
16. Cassiope tetragona (L.) D.Don
17. Cassiope wardii Marquand

## Sinonimi
- Harrimanella Coville
- Harrimanelloideae Kron & Judd